# Kirchenthurnen
Kirchenthurnen foi uma comuna da Suíça, no Cantão Berna, com cerca de 281 habitantes. Estendia-se por uma área de 1,3 km², de densidade populacional de 216 hab/km². Confinava com as seguintes comunas: Gelterfingen, Mühledorf, Mühlethurnen, Riggisberg, Rümligen.
A língua oficial nesta comuna foi o Alemão.

## História
Em 1 de janeiro de 2020, passou a formar parte da nova comuna de Thurnen.